# Russulau (Aituto)
Russulau (Rusulau) ist eine osttimoresische Aldeia im Suco Aituto (Verwaltungsamt Maubisse, Gemeinde Ainaro). 2015 lebten in der Aldeia 204 Menschen.

## Geographie und Einrichtungen
Die Aldeia Russulau liegt im Norden des Sucos Aituto. Nordwestlich befindet sich die Aldeia Aihou, nordöstlich die Aldeia Mau-Lefo, südöstlich die Aldeia Airaca-Lau und südlich die Aldeia Lientuto. Die gesamte Aldeia liegt auf einer Meereshöhe von über 1500 m. Der Berg Ailora reicht von Südwesten in die Aldeia hinein.
Durch den Südwesten von Russulau verläuft die Überlandstraße von Maubisse im Norden nach Ainaro und Same im Süden. An der Straße liegt der Ort Russulau. Von hier aus führt eine Straße in den Südosten der Aldeia, wo sich eine Sendeantenne der Timor Telecom befindet.
In Russulau befindet sich eine Höhle, die mit entsprechender Ausrüstung besichtigt werden kann.